# Єланчанські бакаї
Єланча́нські бакаї́ — один з об'єктів природно-заповідного фонду Донецької області, орнітологічний заказник загальнодержавного значення.

## Розташування
Розташований у Новоазовському районі Донецької області між містом Новоазовськ та селом Самсоновим на землях Новоазовської міської ради (235 га) та Державним підприємством «Тельманівське лісове господарство» (Новоазовське лісництво, квартал 12, 54 га).

## Історія

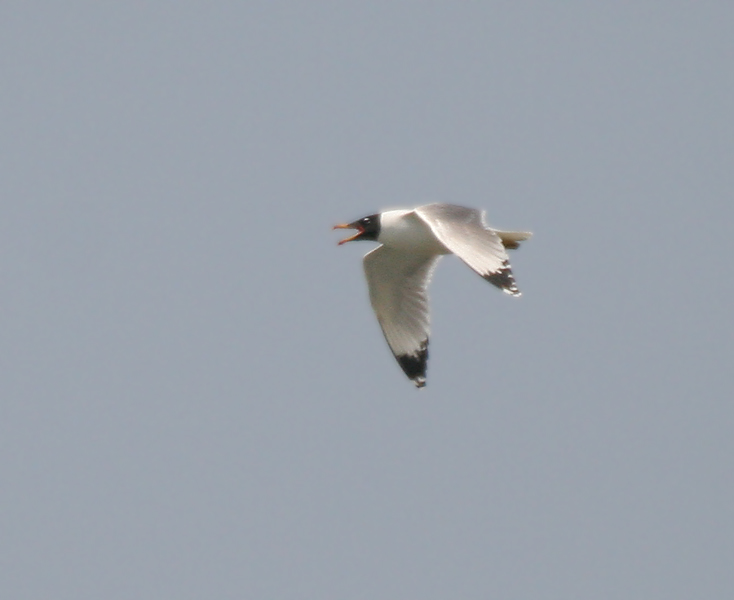
Реготун чорноголовий

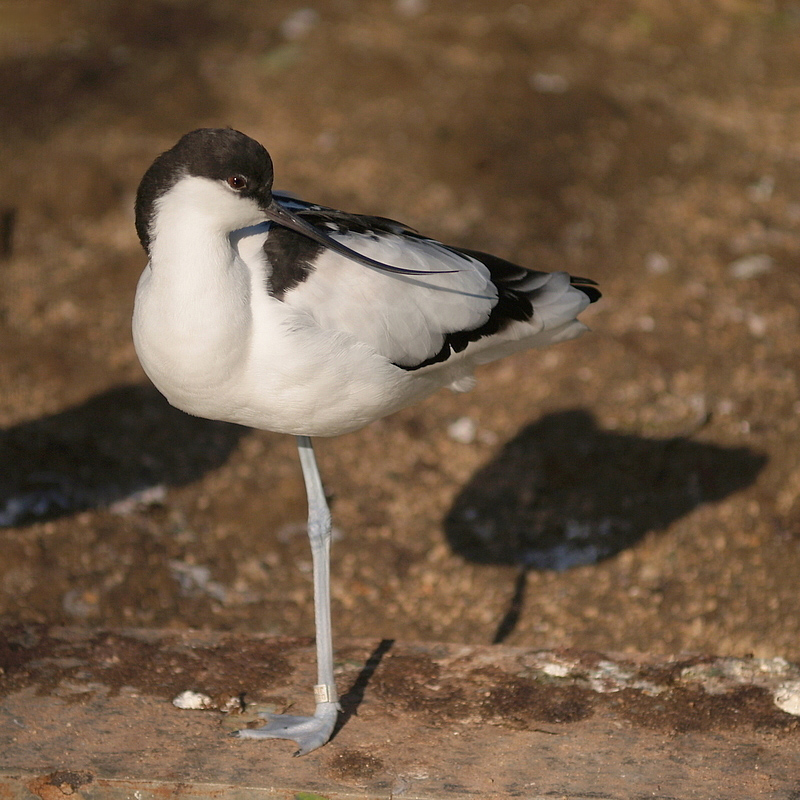
Шилодзьобка

Статус заказника присвоєно Указом Президента України № 167/2002 від 21 лютого 2002 року. Територія Заказника увійшла до складу національного природного парку «Меотида», створеного Указом Президента України № 1099/2009 від 25.12.2009 р.

## Мета
Мета створення заказника — збереження водно-болотних угідь як місця оселення, гніздування та відпочинку багатьох видів птахів, серед яких дерихвіст степовий та лучний, зуйок морський, ходуличник, реготун чорноголовий, кулик-сорока, кульон великий, поручайник, журавель сірий, що занесені до Червоної книги України.

## Завдання
До основних завдань Заказника входить:
- збереження однієї з найцінніших ділянок водно-болотних угідь Азово-Чорноморського регіону, що є частиною водно-болотних угідь, які мають міжнародне значення;
- збереження та охорона умов гніздування та перебування під час міграції багатьох видів птахів, серед яких 9 видів занесено до Червоної книги України;
- підтримання загального екологічного балансу в регіоні;
- проведення екологічної освітньо-виховної роботи.

## Загальний опис

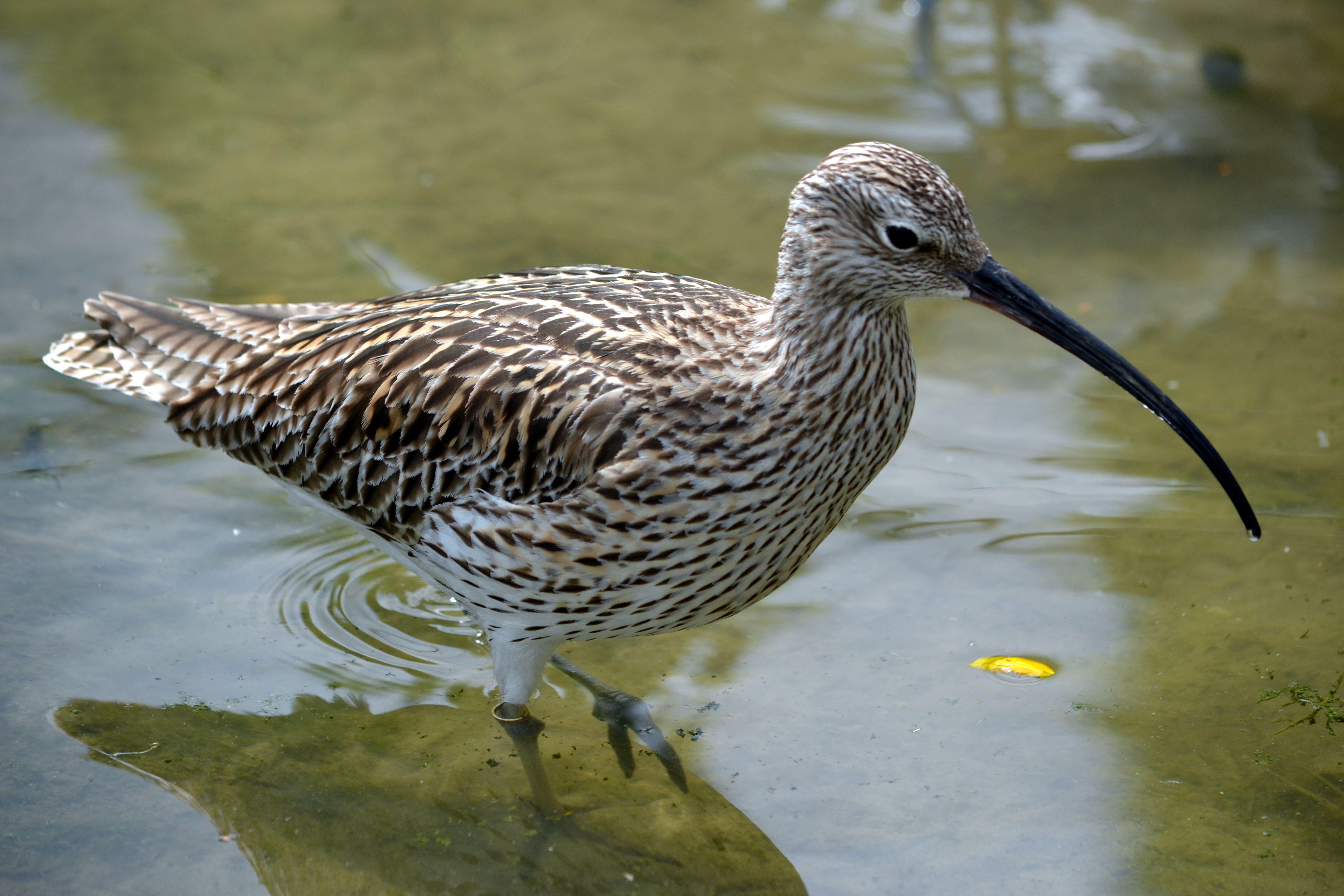
Кульон великий

Заказник, загальною площею 289 га, розташований на береговій терасі узбережжя Азовського моря (на захід від гирла річки Грузький Єланчик), яка являє собою акумулятивну черепашково-піщану форму, вкриту густою мережею мілководних солоних водойм. Рельєф являє собою слабохвилясту рівнину, в місцях пониження якої сформувалися мілководні солоні лагуни — «бакаї» — з мулистим дном та глибинами не більше 1 метра.
У 2010 р. увійшов до складу Національний природний парк «Меотида»

## Фауна
Завдяки хорошій кормовій базі, наявності малих острівців для безпечного відпочинку, незначній кількості хижаків, заказник приваблює гідрофільних птахів, що надають перевагу цій території з-поміж інших ділянок північного Приазов'я. У березні — квітні у відносно невеликому за площею заказнику з'являється багато гусей, качок, куликів та мартинів. Зустрічаються зграї з 300 лебедів. Тут гніздуються у досить помітній кількості птахи, які в інших субрегіонах майже зникли: морський зуйок, шилодзьобка, степовий та лучний дерихвости.